# Atletismo nos Jogos Pan-Americanos de 2011 - 800 m masculino
A competição dos 800 m rasos masculino foi um dos eventos do atletismo nos Jogos Pan-Americanos de 2011, em Guadalajara. Foi disputada no Estádio Telmex de Atletismo entre os dias 27 e 28 de outubro.

## Calendário
Horário local (UTC-6).
| Data          | Horário | Fase       |
| ------------- | ------- | ---------- |
| 27 de outubro | 16:45   | Semifinais |
| 28 de outubro | 16:10   | Final      |

## Medalhistas
| Ouro   | CUB Andy González    |
| Prata  | BRA Kleberson Davide |
| Bronze | CUB Raidel Acea      |

## Recordes
Recordes mundial e pan-americano antes da disputa dos Jogos Pan-Americanos de 2011.
| Tipo                             | Atleta        | Tempo   | Local          | Data                 |
| -------------------------------- | ------------- | ------- | -------------- | -------------------- |
|                                  | David Rudisha | 1:41.01 | Rieti          | 29 de agosto de 2010 |
| Recorde dos Jogos Pan-Americanos | Yelmer López  | 1:44.58 | Rio de Janeiro | 28 de julho de 2007  |

## Resultados

### Semifinais
Os três melhores atletas de cada bateria mais os dois atletas mais velozes, se classificaram para as finais. 
| Pos. | Bateria | Atleta           | País                  | Tempo   | Obs. |
| ---- | ------- | ---------------- | --------------------- | ------- | ---- |
| 1    | 1       | Andy González    | CUB Cuba              | 1:48.21 | Q    |
| 2    | 1       | Mark Wieczorek   | USA Estados Unidos    | 1:48.31 | Q    |
| 3    | 1       | Lutimar Paes     | BRA Brasil            | 1:48.37 | Q    |
| 4    | 1       | Rafith Rodríguez | COL Colômbia          | 1:48.41 | q    |
| 5    | 1       | Moise Joseph     | HAI Haiti             | 1:49.12 | q    |
| 6    | 1       | Nico Herrera     | VEN Venezuela         | 1:49.29 |      |
| 7    | 2       | Tyler Mulder     | USA Estados Unidos    | 1:49.65 | Q    |
| 8    | 2       | Kleberson Davide | BRA Brasil            | 1:49.65 | Q    |
| 9    | 2       | Raidel Acea      | CUB Cuba              | 1:50.04 | Q    |
| 10   | 2       | Jamaal James     | TRI Trinidad e Tobago | 1:50.14 |      |
| 11   | 1       | José Esparza     | MEX México            | 1:50.65 |      |
| 12   | 2       | Jenner Pelico    | GUA Guatemala         | 1:51.12 |      |
| 13   | 2       | Juan Vega        | ARG Argentina         | 1:52.60 |      |
| 14   | 2       | Edgard Cortez    | NCA Nicarágua         | 1:59.02 |      |
| 15   | 1       | Jon Rankin       | CAY Ilhas Cayman      | 2:21.36 | ADV  |
|      | 2       | Eduar Villanueva | VEN Venezuela         | DNS     |      |

Nota: Rankin avançou a final da competição por ter sofrido interferência nas semifinais.

### Final
| Pos.              | Atleta           | País               | Tempo   | Obs.                 |
| ----------------- | ---------------- | ------------------ | ------- | -------------------- |
| Medalha de ouro   | Andy González    | CUB Cuba           | 1:45.58 | Recorde da temporada |
| Medalha de prata  | Kleberson Davide | BRA Brasil         | 1:45.75 |                      |
| Medalha de bronze | Raidel Acea      | CUB Cuba           | 1:46.23 |                      |
| 4                 | Tyler Mulder     | USA Estados Unidos | 1:46.46 |                      |
| 5                 | Mark Wieczorek   | USA Estados Unidos | 1:47.75 |                      |
| 6                 | Lutimar Paes     | BRA Brasil         | 1:47.76 |                      |
| 7                 | Jon Rankin       | CAY Ilhas Cayman   | 1:52.72 |                      |
| 8                 | Moise Joseph     | HAI Haiti          | 1:54.88 |                      |
| 9                 | Rafith Rodríguez | COL Colômbia       | 1:58.27 |                      |

Legenda
| Recorde mundial                  | Recorde mundial (World record)               |                       | Recorde africano                      | Recorde africano (African) |                                           | Q | Classificado por posição (Qualified) |
| Recorde dos Jogos Pan-Americanos | Recorde pan-americano (Pan-American record)  | Recorde da América    | Recorde da América (Americas)         | q                          | Classificado por melhor tempo (Qualified) |   |                                      |
| Melhor marca do ano              | Melhor marca do ano (World leading)          | Recorde asiático      | Recorde asiático (Asian)              | DNS                        | Não largou (Did not start)                |   |                                      |
| Recorde nacional                 | Recorde nacional (National record)           | Recorde europeu       | Recorde europeu (European)            | DNF                        | Não terminou (Did not finish)             |   |                                      |
| Recorde pessoal                  | Recorde pessoal do atleta (Personal best)    | Recorde da Oceania    | Recorde da Oceania (Oceania)          | DSQ / DQ                   | Desclassificado (Disqualified)            |   |                                      |
| Recorde da temporada             | Recorde da temporada do atleta (Season best) | Recorde sul-americano | Recorde sul-americano (South America) | NM                         | Sem marca (No mark)                       |   |                                      |